# Emmanuel McDonald Bailey
Emmanuel McDonald Bailey (ur. 8 grudnia 1920 w Williamsville na Trynidadzie, zm. 5 grudnia 2013 w Port-of-Spain) – brytyjski lekkoatleta (sprinter), medalista olimpijski z Helsinek.
Reprezentując Trynidad i Tobago zdobył w 1946 brązowe medale igrzysk Ameryki Środkowej i Karaibów w biegu na 100 metrów i w sztafecie 4 × 100 metrów.
Na igrzyskach olimpijskich w 1948 w Londynie zajął 6. miejsce w finale biegu na 100 metrów. W 1948 w Reykjavíku uzyskał na tym dystansie czas 10,2 s, czyli równy rekordowi świata Jessego Owensa. Organizatorzy zawodów nie zainstalowali jednak  aparatury do mierzenia siły wiatru i wynik Baileya nie mógł być uznany za rekord. 25 sierpnia 1951 w Belgradzie Bailey ponownie przebiegł dystans 100 metrów w 10,2 s, czym wyrównał rekord świata i ustanowił rekord Europy.
Na igrzyskach olimpijskich w 1952 w Helsinkach Bailey zdobył brązowy medal w biegu na 100 metrów, a w biegu na 200 metrów i w sztafecie 4 × 100 metrów zajął 4. miejsce.
Siedmiokrotnie zdobywał podwójne mistrzostwo Wielkiej Brytanii (AAA) w biegach na 100 jardów i na 220 jardów: w 1946, 1947 i 1949-1953.
Po zakończeniu kariery sportowej Bailey pracował w Gujanie Brytyjskiej i na Trynidadzie. Był komentatorem BBC podczas igrzysk olimpijskich w 1960 w Rzymie i igrzysk Brytyjskiej Wspólnoty Narodów w 1970 w Edynburgu. Prowadził jako trener reprezentację Trynidadu i Tobago na igrzyskach olimpijskich w 1964 w Tokio. W drugiej połowie życia mieszkał w Port-of-Spain, gdzie zmarł w 2013, w wieku niespełna 93 lat.